# 5696 Ibsen
5696 Ibsen è un asteroide della fascia principale. Scoperto nel 1960, presenta un'orbita caratterizzata da un semiasse maggiore pari a 3,2031983 UA e da un'eccentricità di 0,1535716, inclinata di 3,34894° rispetto all'eclittica.